# الأمريكيون الأفارقة في إفريقيا
يمتد تاريخ الاستيطان الأمريكي الأفريقي في أفريقيا إلى بدايات عودة العبيد السابقين إلى أفريقيا من المستعمرات الأوروبية في الأمريكتين.

## التاريخ

### عودة العبيد السابقين
حدثت هجرة العبيد الأفريقيين الأمريكيين والكاريبيين والبريطانيين السود إلى إفريقيا بشكل رئيسي خلال أواخر القرن الثامن عشر إلى منتصف القرن التاسع عشر. ولكن أعيد عبيد سابقون آخرون من أقاليم ومستعمرات أوروبية أخرى. ينحدر شعب تابوم من عبيد سابقين من أصل أفريقي برازيلي رحلوا إما طوعًا أو بالقوة إلى أفريقيا (رحل بعضهم بعد ثورة باهيا ماليه عام 1835) ويشكلون حاليًا أقلية عرقية في المناطق الساحلية من غانا وتوغو.

### مستعمرات ما بعد العبودية
بعد نهاية العبودية في الولايات المتحدة وأماكن أخرى في الأمريكتين، ظهرت العديد من الحركات من أجل الاستيطان الأمريكي الأفريقي في أفريقيا وتقلبت في شعبيتها، تضمنت العديد منها المستعمرات - ماريلاند في أفريقيا، كنتاكي في أفريقيا، ميسيسيبي في أفريقيا، وغيرها التي ستجمع لإنشاء ليبيريا. ألغى الضابط مارتن ديلاني عقوبة الإعدام وأيد فكرة هجرة الأمريكيون الأفارقة إلى ليبيريا في وقت لاحق من حياته.
اكتسبت حركة العودة إلى إفريقيا شعبية مرة أخرى مع الناشط الجامايكي ماركوس غارفي والرابطة العالمية لتنمية الزنوج وعصبة المجتمعات الأفريقية الذين ضغطوا من أجل إعادة أحفاد العبيد إلى ليبيريا وسيراليون. انهارت الحركة بنهاية العشرينيات، لكنها أثرت على كل من أمة الإسلام وحركة الراستفاري. هذه الأخيرة، المنتشرة في جامايكا اللتي تعتبر هايلي سيلاسي الأول، إمبراطور إثيوبيا، باعتباره تجسيدًا ليسوع وماركوس غارفي كقديس راعي، تمكن من تأمين مستوطنة في شاشامان، والتي توجد حتى يومنا هذا وتشكل حوالي 200 شخص من أصل يبلغ عدد سكان الحضر 95000+.[بحاجة لمصدر]

## السكان

### غانا
تتركز مستوطنة أفريقية أمريكية أخرى في أكرا، غانا، التي يسكنها أكثر من 1000 أمريكي من أصل أفريقي، ينحدرون بشكل أساسي من الولايات المتحدة وجامايكا، والذين يقيمون في البلاد بتصاريح عمل، مع وجود عدد قليل منهم معه وضع إقامة دائمة. اجتذبت أكرا منذ فترة طويلة الأفارقة الأمريكيين منذ أن أصبحت غانا أول دولة أفريقية تحصل على الاستقلال عن المملكة المتحدة في عام 1957 (استقر دو بويز في غانا في سنواته الأخيرة ودفن في أكرا)، وقدمت الحكومة مبادرات لاكتساب المزيد من الأمريكيين من أصل أفريقي والسياح، بما في ذلك سن قانون الإقامة في عام 2001. أنشئت منظمات لدعم المقيمين الأمريكيين من أصل أفريقي في غانا، بما في ذلك الرابطة الأمريكية الأفريقية في غانا.
اعتبارًا من عام 2019 كان هناك 4000 جامايكي يعيشون في غانا مع ما يقدر بنحو 5000 من الأمريكيين الأفارقة الذين انتقلوا إلى البلاد في العقود الأخيرة.